# I Am Kloot
I Am Kloot was een Britse band die werd opgericht in 1999 en bestond uit John Bramwell (zang/gitaar), Peter Jobson (basgitaar) en Andy Hargreaves (drums).
In de zomer van 1999 geeft de band zijn eerste optreden in Night & Day Café in Manchester, waar ze worden ontdekt door een lokale impresario. In 2001 brengen ze hun debuutalbum Natural History uit. Daarna volgen in 2003 het titelloze I Am Kloot, in 2005 Gods and Monsters, in 2007 I Am Kloot Play Moolah Rouge, in 2010 Sky At Night en op 21 januari 2013 Let It All In. Tussendoor werden nog twee albums met archiefmateriaal uitgebracht: in 2006 de BBC Radio 1 John Peel Sessions, met opnames uit 2001 en 2004 en in oktober 2009 een dubbelalbum genaamd B, waarop diverse B-kanten, demo-opnamen en andere opnamen zijn verzameld.
In november 2017 is de band gestopt.

## Discografie

### Albums
- Natural History (2001)
- I Am Kloot (2003)
- Gods and Monsters (2005)
- BBC Radio 1 John Peel Sessions (2006)
- I Am Kloot Play Moolah Rouge (2007)
- B (2009)
- Sky at Night (2010)
- Let It All In (2013)

## Bandleden
- John Bramwell (geb. 27 November 1964) - Zang/gitaar
- Peter Jobson - Basgitaar
- Andy Hargreaves - Drums

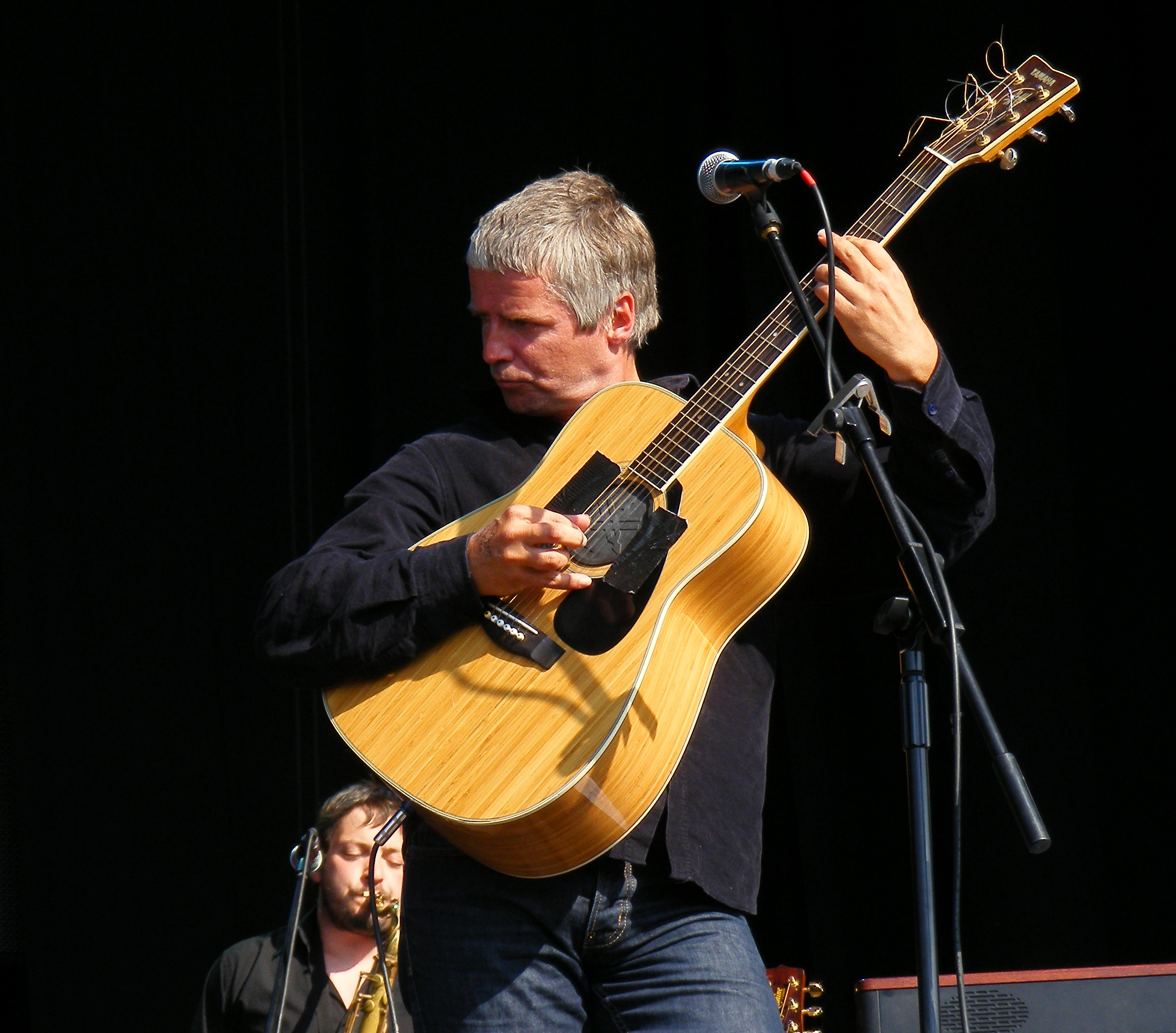
Zanger John Bramwell
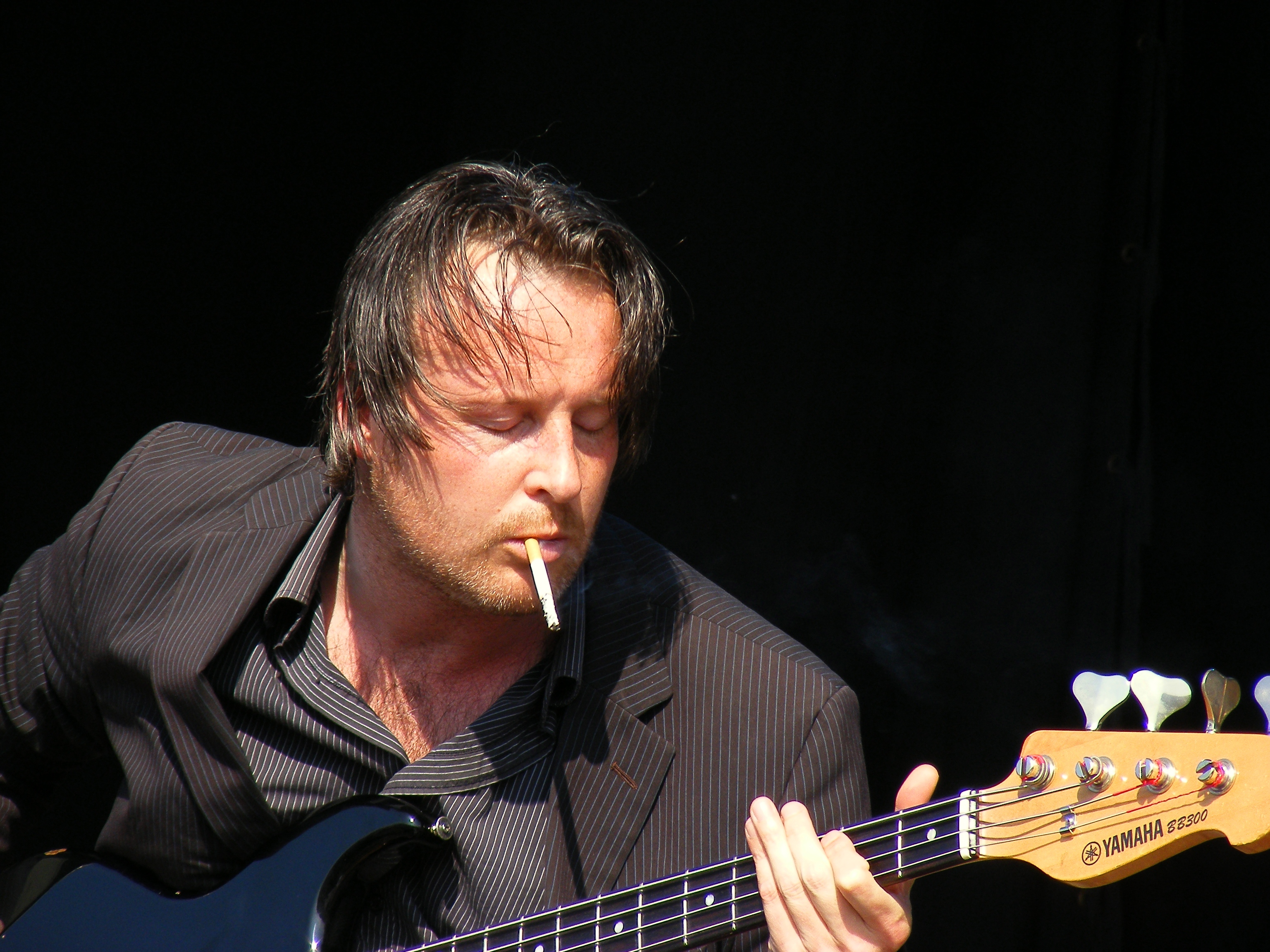
Bassist Peter Jobson
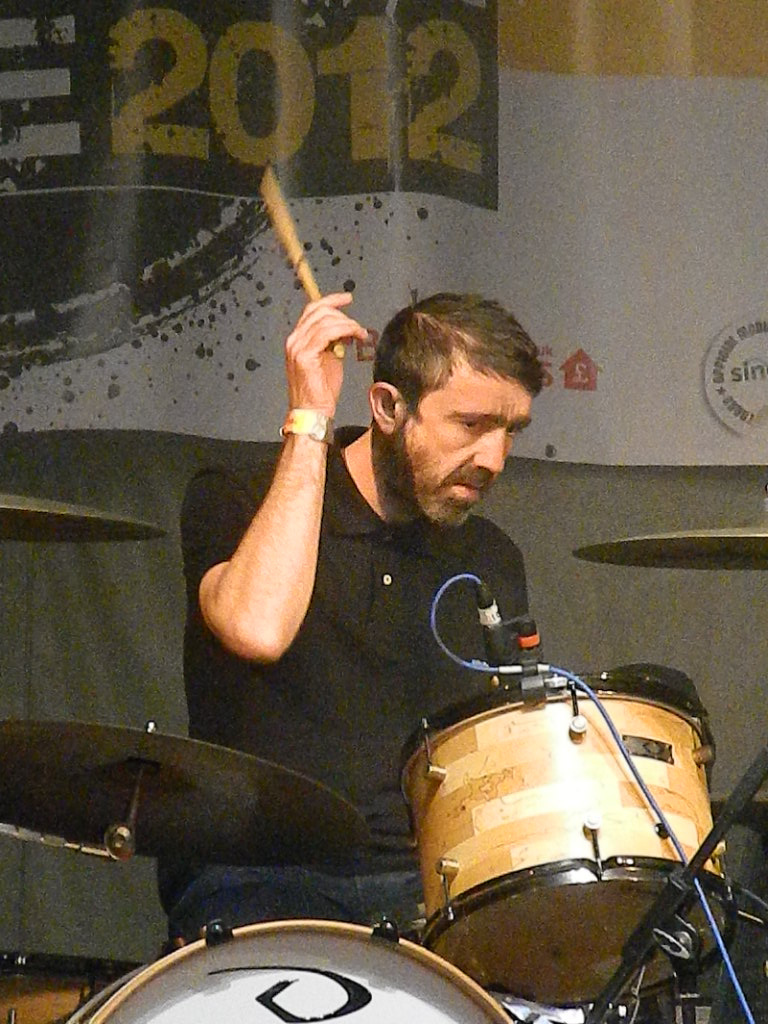
Drummer Andy Hargreaves